# Deilephila porca
Deilephila porca är en fjärilsart som beskrevs av Bang-haas 1927. Deilephila porca ingår i släktet Deilephila och familjen svärmare. Inga underarter finns listade i Catalogue of Life.